# Stephanie Krisper

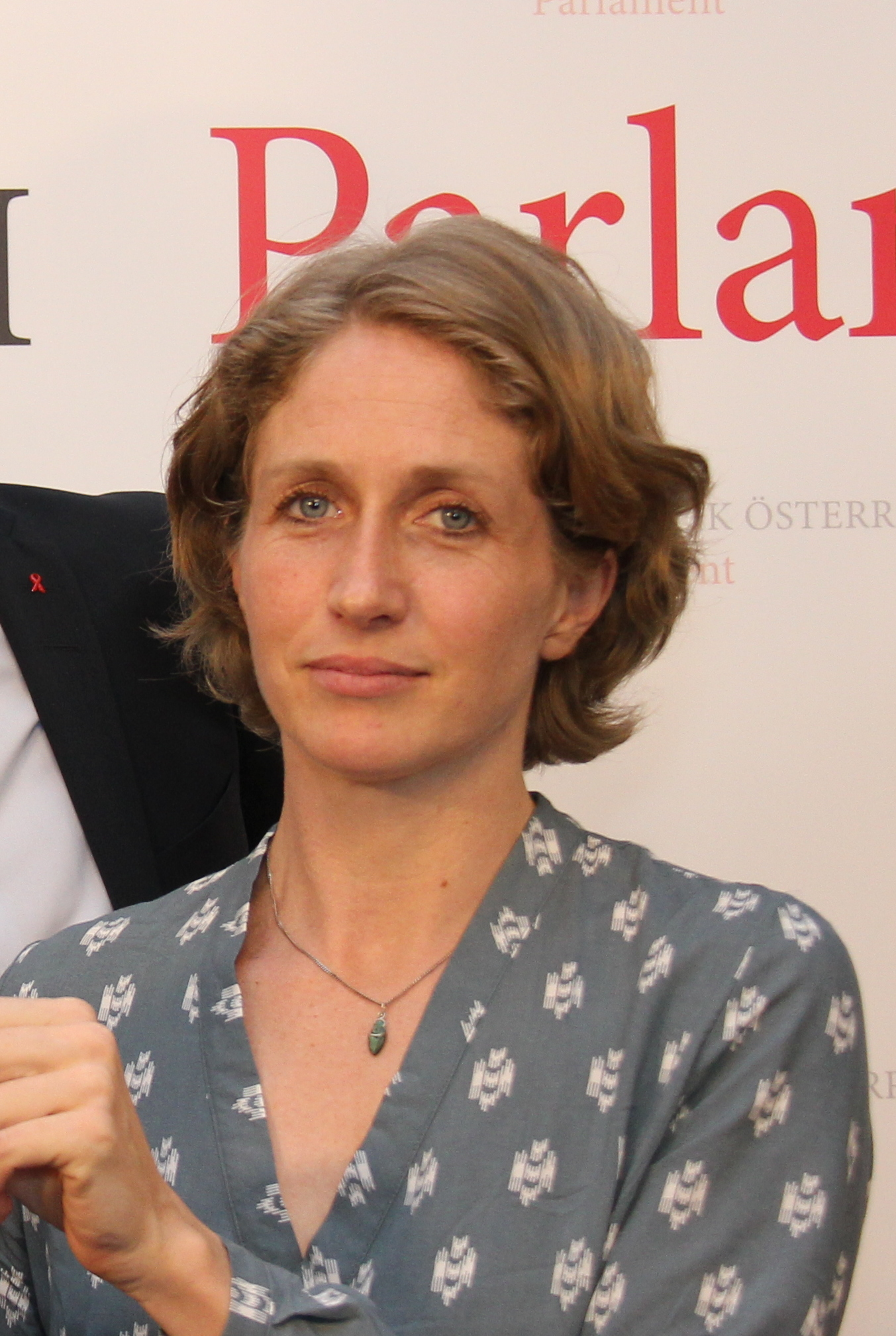
Stephanie Krisper (2018)

Stephanie Krisper (* 24. Mai 1980 in Wien) ist eine österreichische Juristin und Politikerin (NEOS). Krisper war als Menschenrechtsexpertin für das Ludwig Boltzmann Institut für Menschenrechte in Wien tätig. Seit November 2017 ist sie Abgeordnete zum österreichischen Nationalrat.

## Ausbildung und Beruf
Stephanie Krisper besuchte das Neusprachliche Gymnasium St. Ursula in Wien, wo sie 1998 die Matura mit Auszeichnung ablegte. Anschließend begann sie im September 1998 das Studium der Rechtswissenschaften an der Rechtswissenschaftlichen Fakultät der Universität Wien. Dieses Studium schloss Krisper im März 2003 mit der Sponsion zur Magistra iuris (Mag. iur.) ab. Zwischenzeitlich hatte sie von September 2001 bis Juni 2002 ein Erasmus-Jahr an der Universität Panthéon-Assas in Paris verbracht. Von 2003 bis 2004 absolvierte Stephanie Krisper in der Folge ein postgraduales Masterstudium am European Centre for Human Rights and Democratization in Venedig, wobei sie einen European Master in Human Rights and Democratization (E.MA) erwarb. Von September 2007 bis Juni 2012 absolvierte Krisper zudem das Doktoratsstudium der Rechtswissenschaften an der Universität Wien, wo sie schließlich mit einer Dissertation zum Thema „The European Union’s Safe Country Concepts versus the Principle of Non-Refoulement“ zur Doktorin der Rechtswissenschaften (Dr. iur.) promoviert wurde.
Neben einer Reihe von juristischen Praktika bei Anwaltskanzleien und menschenrechtlichen NGOs (unter anderem als ehrenamtliche Rechtsberaterin für Asylwerber) arbeitete Krisper unter anderem für das Bundesministerium für auswärtige Angelegenheiten in dessen Menschenrechtsabteilung bei der Vertretung bei den Vereinten Nationen in Genf, beim UN-Flüchtlingskommissariat, der Delegation der Europäischen Kommission bei den Vereinten Nationen in Genf sowie für Kommissionen des Menschenrechtsrates und der Volksanwaltschaft als Folterpräventionsmechanismus. Von Jänner 2009 bis zu ihrer Angelobung im Nationalrat im November 2017 arbeitete Stephanie Krisper zuletzt als Menschenrechtsexpertin mit Fokus auf Folterprävention beim Ludwig Boltzmann Institut für Menschenrechte in Wien.

## Politischer Werdegang

### Kandidaturen und Mandate
Stephanie Krisper ist seit dem Jahr 2012 Mitglied der Partei NEOS – Das Neue Österreich. Nachdem sie bereits bei der Nationalratswahl 2013 kandidiert hatte, bewarb sie sich auch bei der Nationalratswahl 2017 in den innerparteilichen Vorwahlen um einen Listenplatz für die Wahl. Sie wurde schließlich auf der NEOS-Bundesliste auf Platz 13 sowie auf der NEOS-Landesliste für Wien auf Platz 3 gewählt. Nachdem die Partei bei der Wahl schließlich zwei Grundmandate im Landeswahlkreis Wien erreichen hatte können und die Erstplatzierte, Beate Meinl-Reisinger, auf ihr Mandat verzichtet hatte, um weiterhin im Wiener Landtag und Gemeinderat tätig sein zu können, rückte Krisper auf das zweite Grundmandat nach. Sie wurde im Nationalrat am 9. November 2017 erstmals als Abgeordnete angelobt. Nach der Nationalratswahl 2019 verblieb Krisper im Nationalrat, sie zog wieder über ein Grundmandat im Landeswahlkreis Wien in diesen ein.

### Arbeit in Untersuchungsausschüssen
Beim parlamentarischen Untersuchungsausschuss zur BVT-Affäre, welcher im April 2018 eingesetzt wurde, im Herbst desselben Jahres seine Arbeit aufnahm und im September 2019 seine Beweisaufnahme beendete, arbeitete sie gemeinsam mit Kai Jan Krainer (SPÖ) und Alma Zadic (JETZT) das Verlangen auf Einsetzung von diesem aus und war in diesem Fraktionsführerin ihrer Partei. Im November 2019 wurde bekannt, dass im Rahmen der BVT-Affäre am 10. Mai 2019 durch das Bundesamt zur Korruptionsprävention und Korruptionsbekämpfung versucht wurde, das Mobiltelefon von Krisper beschlagnahmen zu lassen, um ihre Informanten zu identifizieren. Auch das Gerät der Die Presse-Journalistin Anna Thalhammer sollte konfisziert werden. Die Staatsanwaltschaft Wien lehnte diese Ansinnen Anfang Juli ab.
Auch beim "Untersuchungsausschuss betreffend mutmaßliche Käuflichkeit der türkis-blauen Bundesregierung (Ibiza-Untersuchungsausschuss)", welcher im Jänner 2020 eingesetzt wurde und im Juli 2021 seine Beweisaufnahme schloss, war sie Fraktionsführerin ihrer Partei, sie arbeitete hier das Verlangen auf Einsetzung des U-Ausschusses gemeinsam mit Kai Jan Krainer aus. Ähnliches gilt auch für den U-Ausschuss mit dem Titel "Klärung von Korruptionsvorwürfen gegen ÖVP-Regierungsmitglieder (ÖVP-Korruptions-Untersuchungsausschuss)": Hier erstellte sie gemeinsam mit Kai Jan Krainer und Christian Hafenecker (FPÖ) das Einsetzungsverlangen, sie ist auch in diesem U-Ausschuss Fraktionsführerin ihrer Partei. Der U-Ausschuss wurde am 9. Dezember 2021 eingesetzt.

### Impfpflicht
Am 20. Jänner 2022 hat sie gemeinsam mit 32 anderen Abgeordneten im Nationalrat gegen den Gesetzesentwurf zur Einführung der COVID-19-Impfpflicht in Österreich gestimmt und begründete dies damit, dass sie in der Impfpflicht nur einen bescheidenen Beitrag für die Durchimpfungsrate sehe, der den damit einhergehenden Eingriff in die Rechte des Einzelnen nicht rechtfertigen würde. In ihrem Klub haben auch Johannes Margreiter, Fiona Fiedler und Gerald Loacker gegen den Gesetzesentwurf gestimmt. Dieser wurde aber von einer Mehrheit der Nationalratsabgeordneten angenommen.

## Privatleben
Stephanie Krisper ist Mutter von drei Kindern und lebt in Wien.

## Publikationen
- Manfred Nowak, Stephanie Krisper: Der österreichische Maßnahmenvollzug und das Recht auf persönliche Freiheit. In: Europäische Grundrechtezeitschrift. Dezember 2013.
- Stephanie Krisper: Jahresbericht über Österreich. In: Internationale Helsinki-Föderation für Menschenrechte (Hrsg.): Human Rights in the OSCE Region: Europe, Central Asia and North America, Report 2005 (Events on 2004).